# 球孢银耳
球孢银耳（学名：Tremella globospora）是属于银耳目银耳科银耳属的一种真菌，成群散生于混交林中的华山松等针叶树枯技上。该种分布于中国、加拿大、英国、美国。